# براندون پیبر
براندون پیبر (انگلیسی: Brandon Paiber؛ زادهٔ ۵ ژوئن ۱۹۹۵) بازیکن فوتبال اهل آرژانتین است.
وی همچنین در تیم ملی فوتبال مالت بازی کرده‌است.